# Femundsmarka

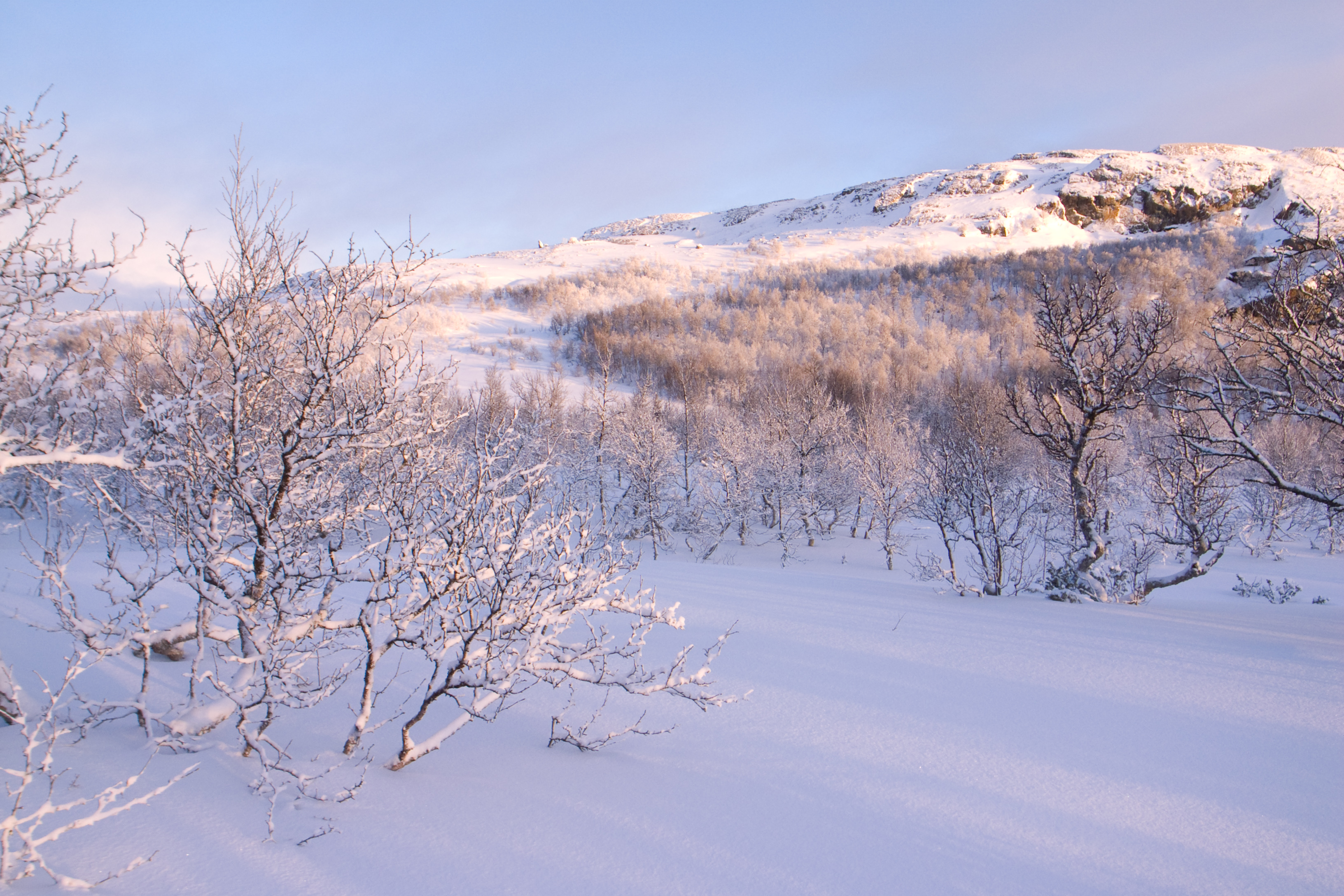
Winterimpressionen

Die Fermundsmarka ist eine Gebirgsregion in Norwegen an der Grenze zu Schweden. Sie liegt östlich des Femundsees in der norwegischen Provinz (Fylke) Innlandet direkt an der Grenze zum schwedischen Härjedalen. Die Bergregion ist zirka 50 Kilometer lang und 30 Kilometer breit, die Berge haben eine Höhe von bis zu 1400 moh.. Der Fluss Røa durchquert die Region von Osten nach Westen.

## Nationalpark
Der überwiegende Teil der Femundsmarka gehört seit 1977 zum gleichnamigen Femundsmarka-Nationalpark.